# Côm biên
Côm biên (danh pháp khoa học: Elaeocarpus limitaneus) là một loài thực vật có hoa trong họ Côm. Loài này được Hand.-Mazz. mô tả khoa học đầu tiên năm 1933.